# État de Mecklembourg
L'État de Mecklembourg est le nom entre 1934 et 1952 :
1. pour le Mecklembourg uni des États libres de Mecklembourg-Strelitz et de Mecklembourg-Schwerin, qui sont réunifiés en 1934 sous la pression nazie sous la direction du gouverneur du Reich Friedrich Hildebrandt ;
2. pour l'État créé en 1945 à partir du Mecklembourg et des restes de la province prussienne de Poméranie restée avec l'Allemagne et du bureau de Neuhaus, qui appartient jusqu'alors à la province prussienne de Hanovre et s'appelle initialement Mecklembourg-Poméranie-Occidentale. Cet État reçoit le nom officiel de « Mecklembourg » en 1947 sur ordre soviétique.

## Histoire
Après la chute de la monarchie en 1918 dans les grands-duchés (partiels) de Mecklembourg-Schwerin et de Mecklembourg-Strelitz, les deux parties du pays ont brièvement acquis leur indépendance politique en tant qu'États libres à partir de 1918/19. Ils ont maintenu des parlements d'État séparés, ont adopté leurs propres constitutions, mais ont adhéré à la Cour d'appel supérieure commune. Dès 1926, le gouvernement du Mecklembourg-Strelitz tenta d'imposer un accord avec le Mecklembourg-Schwerin par l'intermédiaire des tribunaux, mais sans succès. Ce n’est qu’en 1934 que l’État unifié du Mecklembourg voit le jour sous la pression du gouverneur du Reich Friedrich Hildebrandt.
En 1937, par la loi du Grand Hambourg, l'État de Mecklembourg perd les enclaves de Mecklembourg-Strelitz dans le Schleswig-Holstein (la Cour de la cathédrale de Ratzebourg (de) et les communes de Hammer, Mannhagen, Panten, Horst, Waldsfelde), qui sont intégrées à l'arrondissement du duché de Lauenbourg. En compensation, le Mecklembourg reçoit les communes d'Utecht et de Schattin (qui font aujourd'hui partie de Lüdersdorf), qui appartenaient auparavant à Lübeck. Il reçoit également l'ancienne enclave poméranienne autour de Zettemin près de Stavenhagen.

## Division administrative

### 1934-1945

#### Arrondissements urbains
1. Güstrow
2. Neubrandenbourg
3. Neustrelitz
4. Rostock
5. Schwerin
6. Wismar

#### Arrondissements
1. Arrondissement de Güstrow (de)
2. Arrondissement d'Hagenow (de)
3. Arrondissement de Ludwigslust (de)
4. Arrondissement de Malchin (de)
5. Arrondissement de Parchim (de)
6. Arrondissement de Rostock (de)
7. Arrondissement de Schönberg (de)
8. Arrondissement de Schwerin (de)
9. Arrondissement de Stargard (de)
10. Arrondissement de Waren (de)
11. Arrondissement de Wismar (de)

### 1945-1952

Mecklembourg en RDA (1949-1952)

#### Arrondissements urbains
1. Greifswald (jusqu'en 1950)
2. Güstrow (jusqu'en 1950)
3. Neubrandenbourg (jusqu'en 1946)
4. Neustrelitz (jusqu'en 1946)
5. Rostock
6. Schwerin
7. Stralsund
8. Wismar

#### Arrondissements
1. Arrondissement d'Anklam
2. Arrondissement de Demmin
3. Arrondissement de Greifswald (de)
4. Arrondissement de Grimmen
5. Arrondissement de Güstrow (de)
6. Arrondissement d'Hagenow (de)
7. Arrondissement de Ludwigslust (de)
8. Arrondissement de Malchin (de)
9. Arrondissement de Neubrandenbourg (de) (à partir de 1946)
10. Arrondissement de Neustrelitz (de) (à partir de 1946)
11. Arrondissement de Parchim (de)
12. Arrondissement de Pasewalk (de) (à partir de 1950)
13. Arrondissement de Randow (de) (jusqu'en 1950)
14. Arrondissement de Rostock (de)
15. Arrondissement de Rügen
16. Arrondissement de Schönberg (de) (à partir de 1950 arrondissement de Grevesmühlen)
17. Arrondissement de Schwerin (de)
18. Arrondissement de Stargard (de) (jusqu'en 1946)
19. Arrondissement de Stralsund
20. Arrondissement d'Ueckermünde (jusqu'en 1950)
21. Arrondissement d'Usedom
22. Arrondissement de Waren (de)
23. Arrondissement de Wismar (de)